# Mental Load
Mental Load (deutsch etwa psychische Belastung oder mentale Belastung) bezeichnet die Belastung, die durch das Organisieren von Alltagsaufgaben entsteht, die gemeinhin als nicht der Rede wert erachtet werden und somit weitgehend unsichtbar sind.
Sie greift dabei Gedankengänge der Cognitive Load Theory (CLT) auf. Über die Summe der praktischen Aufgaben hinaus beschreibt Mental Load die Last der alltäglichen Verantwortung für Haushalt und Familie, die Beziehungspflege sowie das Auffangen persönlicher Bedürfnisse und Befindlichkeiten. „Nicht immer lassen sich Mental Load (die Verantwortung für den Gesamtprozess) und Aufgaben klar trennen.“ Gebraucht wird der Ausdruck in erster Linie, um auf die ungleichmäßige Verteilung unbezahlter Sorgearbeit und die mit ihr verbundene Belastung in persönlichen Beziehungen und gesellschaftlichen Strukturen hinzuweisen.

## Ursprung
Seit den frühen 1970er-Jahren wird Mental Load als Begriff für geistige Belastungserscheinungen verwendet und ihr Zusammenhang mit Stress sowie die Auswirkungen auf Vitalparameter in verschiedenen Berufsgruppen diskutiert. Die jetzige Verwendung des Begriffs entspringt vorrangig dem gleichnamigen feministischen Comic der französischen Zeichnerin Emma, der durch die britische Tageszeitung The Guardian größere Bekanntheit errang. In diesem wird ungleiche Aufgaben- und Rollenverteilung heterosexueller Beziehungen thematisiert, die neben der Geschlechtersegregation am Arbeitsmarkt auch die im Haushalt wiederkehrenden Aufgaben, Betreuungssituationen sowie weiche Faktoren wie die Kenntnis sozialer Konstellationen der Kinder einbezieht. Deren Aufwand wird demnach in den seltensten Fällen von beiden Partnern wahrgenommen, sodass erhebliche Freizeiteinbußen für Frauen entstehen. „Auf Frauen und Mütter übertragen, sind mit Mental Load die winzigen kleinen Aufgaben aus Mitdenken, Erinnern, Planen, Organisieren und Synchronisieren des kompletten Alltags-, Freizeit- und Pflichtterminkalenders einer gesamten Familie gemeint, die sich gleichzeitig und in Dauerschleife in ihren Köpfen abspielen.“ Die Soziologin Arlie Russell Hochschild fasst Mental Load unter dem Begriff Emotional Labor (Emotionsarbeit), den sie als Kombination aus Emotions- und Lebensmanagement definiert, welche unbezahlte und unsichtbare Arbeiten umfasst, die getan werden, um das Leben der Menschen im eigenen Umfeld bequem und glücklich zu machen. In Deutschland machte Patricia Cammarata das Konzept weithin bekannt. 2020 wurde der Begriff im Zusammenhang mit den mentalen Belastungen durch die Folgen der COVID-19-Pandemie gebraucht.

## Überschneidung zu Pflegearbeit und Care-Nexus

### Gender Care Gap

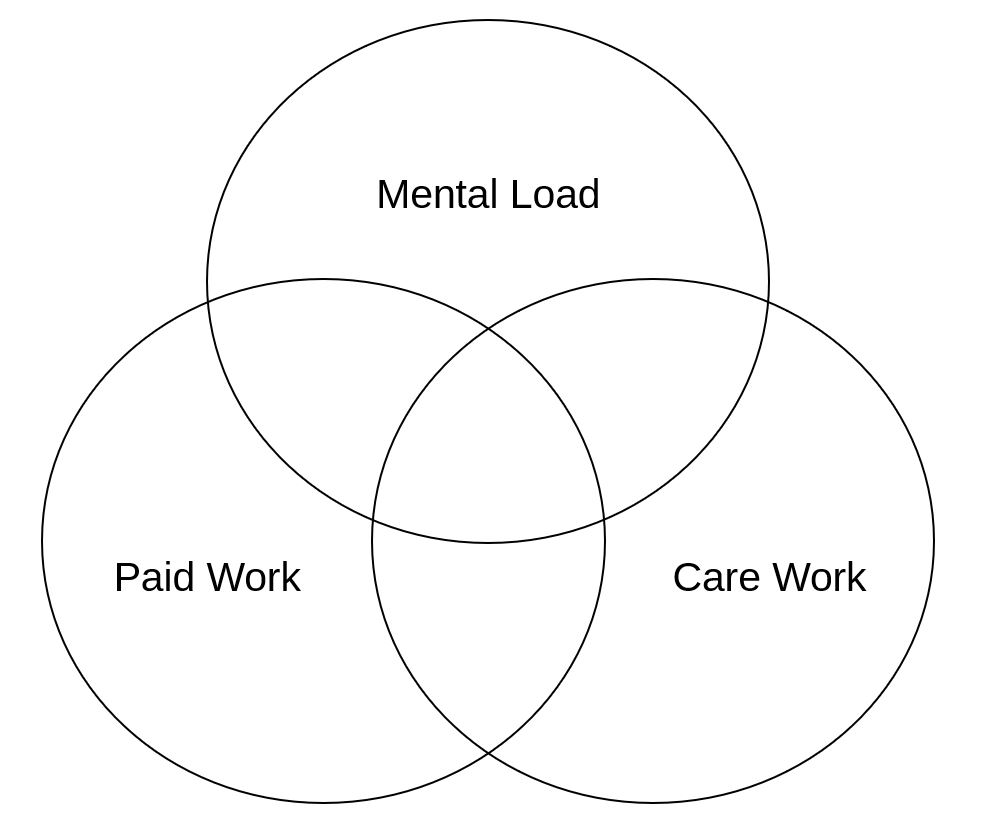
Überschneidende Belastung durch Erwerbs-, Pflege- und Koordinationsarbeit

Frauen wenden in Deutschland pro Tag im Durchschnitt 44,3 Prozent mehr Zeit für Kindererziehung, Pflege von Angehörigen und Hausarbeit auf als Männer. Dieser Unterschied wird als Gender-Care-Gap bezeichnet. Er wird im Zweiten auf Basis der Zeitverwendungserhebung (ZVE) des statistischen Bundesamtes berechnet. Dabei ist auch die  kognitive Arbeit sowie praktisches und theoretisches Wissen ungleich verteilt: „Weil Frauen in Haushalt und Familie die Verantwortung tragen, sind sie automatisch auch zuständig für Gesundheits- und Umweltfragen.“ Weil sie täglich einkaufen, sei es naheliegend, ihnen auch die moralische Zuständigkeit für Produktionsbedingungen und Umweltverträglichkeit aufzubürden. Alexandra Zykunov kritisiert, dass neben dieser Verantwortung für nachhaltigen Konsum mittlerweile auch Bildungsarbeit zur Mental Load gehöre, also letztendlich hauptsächlich Mütter die Verantwortung dafür übernehmen, Kindern Gleichberechtigung durch geeignete Medien und Erziehung zu vermitteln.
Eine US-amerikanische Studie zu den Auswirkungen einseitig verteilter Verantwortung für Haushalt und Familie und persönlichem Wohlbefinden kam 2019 zu dem Ergebnis, dass 88 Prozent der befragten Mütter die Termine ihrer Familie organisierten und 74 Prozent die notwendigen Haushaltsroutinen hauptsächlich allein übernahmen. 78 Prozent der befragten Frauen gaben an, dass nur sie die Lehrerinnen und Erzieher ihrer Kinder kannten. „Allein dafür verantwortlich zu sein, das Familienschiff zu steuern, wirkte sich negativ auf die Lebenszufriedenheit der Frauen aus und führte bei vielen zu einem Gefühl von Leere.“
Die für die Koordination von Care-Arbeit (care work) und Erwerbsarbeit (paid work) notwendige Mehraufgabenperformanz führt zu einer erhöhten Auslastung, die mit dem Split-Attention-Effekt verglichen werden kann. Vereinzelt wird die Unschärfe des Mental-Load-Begriffs kritisiert und mit dem Burnout-Syndrom verglichen.
Verschiedene Selbsttests im Internet sollen dabei helfen, einen Überblick über die eigene Wochenarbeitszeit zu bekommen und deren Ausgewogenheit in der Beziehung zu erhalten.

### Negative Care
Elsa Dorlin merkt an, dass von Diskriminierung wie Misogynie, Rassismus oder Queerfeindlichkeit betroffene Personen im Alltag besonderen Aufwand für Selbstschutz und Community-Care aufwenden müssen. Dies gelte beispielsweise für die Planung sicherer Heimwege. Die verbundene Mehrbelastung und Mental Load bezeichnet sie als Dirty Care („schmutzige Pflege“) oder Negative Care („negative Pflege“).

### Comics
- Emma (2018): Mental Load. A feminist comic. Seven Stories Press, New York, ISBN 978-1-60980-918-8; deutschsprachige Ausgaben: Ein anderer Blick. Feministischer Comic gegen die Zumutungen des Alltags. Unrast, Münster 2022, ISBN 978-3-89771-330-7 und Ein anderer Blick 2. Feministischer Comic gegen Mythen und falsche Glaubenssätze. Unrast, Münster 2022, ISBN 978-3-89771-339-0.

### Sachbücher/Ratgeber
- Eve Rodsky: Share the mental, rebalance your relationship and transform your life. Quercus, London 2019, ISBN 978-1-5294-0018-2.
- Laura Fröhlich: Die Frau fürs Leben ist nicht das Mädchen für alles! Kösel, München 2020, ISBN 978-3-466-31146-0.
- Patricia Cammarata: Raus aus der Mental Load-Falle: Wie gerechte Arbeitsteilung in der Familie gelingt. Beltz, Weinheim 2020, ISBN 978-3-407-86632-5.
- Anne Keck: Elternratgeber Mental Load für Dummies. Wiley-VCH, Weinheim 2022, ISBN 978-3-527-72016-3.